# پال مال (سیگار)
پال مال (به انگلیسی: Pall Mall)، نام یک برند بریتانیایی سیگار می باشد که توسط بریتیش امریکن توباکو در کشور بریتانیا تولید می شود

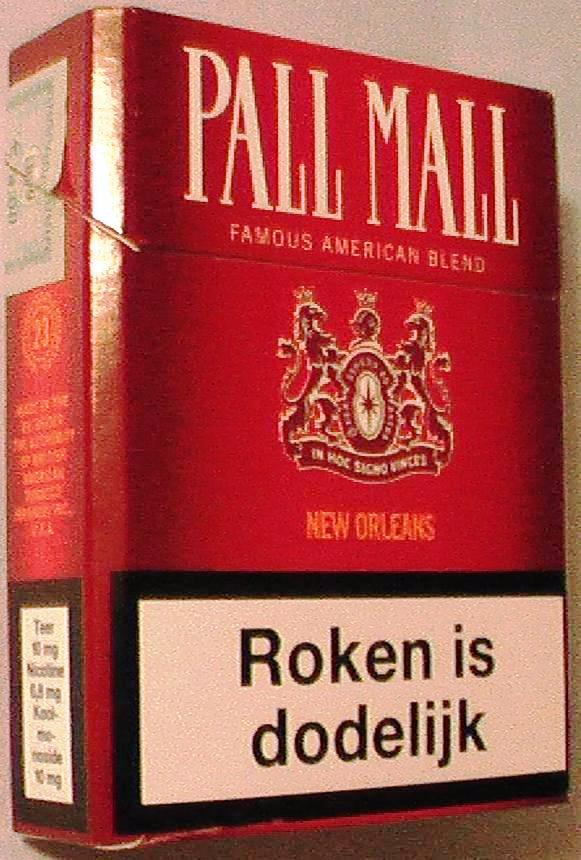
پاکت پال مال در هلند (سیگارت کشنده است)

مارک پال مال برای اولین بار در سال ۱۸۹۹ تولید شد.